# Odobenus rosmarus
Il tricheco (Odobenus rosmarus (Linnaeus, 1758)) è un grande mammifero marino pinnipede. Ha una distribuzione discontinua nel mar Glaciale Artico e nei mari subartici dell'emisfero boreale. È l'unica specie vivente della famiglia degli Odobenidi (Odobenidae Allen, 1880) e del genere Odobenus Brisson, 1762.
Viene suddiviso in tre sottospecie: il tricheco dell'Atlantico (Odobenus rosmarus rosmarus), diffuso nell'oceano Atlantico, il tricheco del Pacifico (O. r. divergens), diffuso nell'oceano Pacifico, e O. r. laptevi, proprio del mare di Laptev.
Il tricheco è facilmente riconoscibile per le zanne lunghe e prominenti, i baffi e la grande mole. Gli esemplari adulti possono pesare più di 1 700 kg e, tra i pinnipedi, sono superati in dimensione solamente dalle due specie di elefante marino.
Vive prevalentemente nelle acque poco profonde della piattaforma continentale oceanica, trascorrendo gran parte dell'esistenza sulla banchisa, sotto la quale trova il suo cibo prediletto, i molluschi bivalvi bentonici. È un animale gregario che vive piuttosto a lungo ed è considerato una specie chiave dell'ecosistema marino artico.
Il tricheco ha giocato un ruolo importante nella cultura di molti popoli nativi artici, che gli davano la caccia per la carne, il grasso, la pelle, le zanne e le ossa. Nel XIX secolo e agli inizi del XX, a causa del pesante sfruttamento commerciale per ricavarne il blubber e l'avorio, il numero di esemplari diminuì rapidamente. Da allora la popolazione globale è nuovamente aumentata, sebbene le popolazioni dell'Atlantico e del mare di Laptev siano ancora molto frammentate e poco numerose rispetto all'epoca storica.

## Etimologia

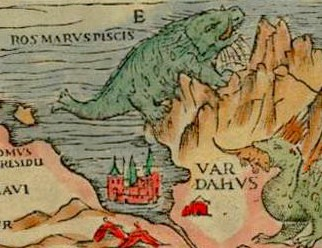
Un tricheco, qua denominato Ros marus piscis, su una carta della Scandinavia del XVI secolo (la Carta Marina).

Il nome tricheco deriva dal greco antico θρίξ?, thríx ("pelo") e ἔχω, échō ("[io] ho") per i peli (vibrisse) che ha sul labbro superiore. Il termine latino scientifico Trichechus indica oggi un genere dei Sirenii (il manato) ma originariamente anche il tricheco ne faceva parte col nome di Trichechus rosmarus.
Il termine inglese, walrus, invece, si ritiene derivi da una lingua germanica, forse l'olandese o la lingua norrena. La prima parte della parola, dalla quale derivano anche l'inglese whale e l'olandese walvis, significa «balena», mentre la seconda deriva da un termine norreno che vuol dire «cavallo». Ad esempio, la parola norrena hrossvalr significa «cavallo-balena», e si ritiene che, invertita, si sia trasformata nell'olandese walros e nel tedesco Walross. Alcuni, invece, ritengono che il nome derivi dai termini olandesi wal (costa) e reus (gigante)-.
Il nome arcaico per indicare il tricheco, morso (in inglese morse) si ritiene sia di origine slava, così come il russo e serbo морж (morž), il croato morž, il ceco e lo sloveno mrož, il francese morse, da cui spagnolo, catalano e portoghese morsa. Il termine potrebbe avere origine a sua volta dal finlandese mursu e dal sami moršâ. Olao Magno, che rappresentò il tricheco nella Carta Marina del 1539, lo chiamò per la prima volta ros marus, unendo il termine germanico per «cavallo» e latinizzando il termine morž, e fu questo il nome adottato da Linneo nella sua nomenclatura binomiale. La similitudine accidentale tra morsus e le parole latine mors («morte») e mordere, si ritiene abbiano contribuito, in passato, a conferire al tricheco la reputazione di «mostro terribile».
Il nome generico composto Odobenus deriva dal greco antico ὀδούς?, odús ("dente") e βαίνω, bàinō ("[io] cammino"), e si riferisce al fatto che i trichechi utilizzano le zanne per tirarsi fuori dall'acqua. Il termine latino divergens, invece, significa «divergenti», sempre in riferimento alle zanne.

## Tassonomia ed evoluzione
Il tricheco è un mammifero dell'ordine dei Carnivori. È l'unico genere sopravvissuto della famiglia degli Odobenidi, una delle tre raggruppate nel sottordine dei Pinnipedi, insieme a foche (Focidi) e otarie (Otaridi). Sebbene in passato gli studiosi abbiano discusso a lungo per stabilire se queste famiglie fossero monofiletiche, cioè discendenti tutte da un unico antenato, o difiletiche, recenti prove genetiche hanno dimostrato che tutte e tre discendono da un antenato caniforme strettamente imparentato con gli orsi attuali. Sempre sulla base di analisi genetiche è stato visto che Odobenidi e Otaridi si separarono dai Focidi circa 20-26 milioni di anni fa, mentre Odobenidi e Otaridi si separarono tra loro 15-20 milioni di anni fa. In passato gli Odobenidi costituivano una famiglia molto numerosa e diffusa, che comprendeva almeno venti specie, suddivise nelle sottofamiglie degli Imagotarini, dei Dusignatini e degli Odobenini. Caratteristica propria a tutti questi animali era lo sviluppo di un meccanismo di nutrizione basato sulla suzione; le zanne, invece, sviluppatesi successivamente, erano attributo solo degli Odobenini, dei quali il tricheco attuale è l'unico genere rimasto (si parla, in tal caso, di popolazıone relitta).
Generalmente gli studiosi riconoscono due sottospecie: il tricheco dell'Atlantico, O. r. rosmarus Linnaeus, 1758, e il tricheco del Pacifico, Illiger, 1815. Le differenze genetiche tra le due sottospecie indicano un flusso genico molto scarso, ma una separazione relativamente recente, avvenuta tra i 500 000 e i 785 000 anni fa. Questi dati coincidono con l'ipotesi, basata solamente sui ritrovamenti fossili, che il tricheco si sia evoluto da un antenato tropicale o subtropicale che rimase isolato nell'oceano Atlantico e che pian piano si adattò al rigido clima dell'Artico. Da questa zona, si ritiene che abbia ricolonizzato il Pacifico settentrionale durante i periodi glaciali del Pleistocene, attraverso il Canale Centroamericano. Alcuni studiosi, tra i quali i biologi russi e lo staff di Mammal Species of the World, ritengono che una popolazione isolata del mare di Laptev costituisca una terza sottospecie, O. r. laptevi Chapskii, 1940, trattata dai conservazionisti russi proprio come tale. Gli studiosi che non considerano questa popolazione come una sottospecie, tuttavia, non sanno se classificarla tra i trichechi dell'Atlantico o tra quelli del Pacifico. 
Bisogna altresì considerare che la definizione di sottospecie, e addirittura di specie, è sempre arbitraria, volte più volte meno. 
La maggiore oggettività la si ha nel considerare semplicemente la più ampia metapopolazione, il genere, suddivisa in una serie di subpopolazioni più o meno interfeconde tra di esse. 

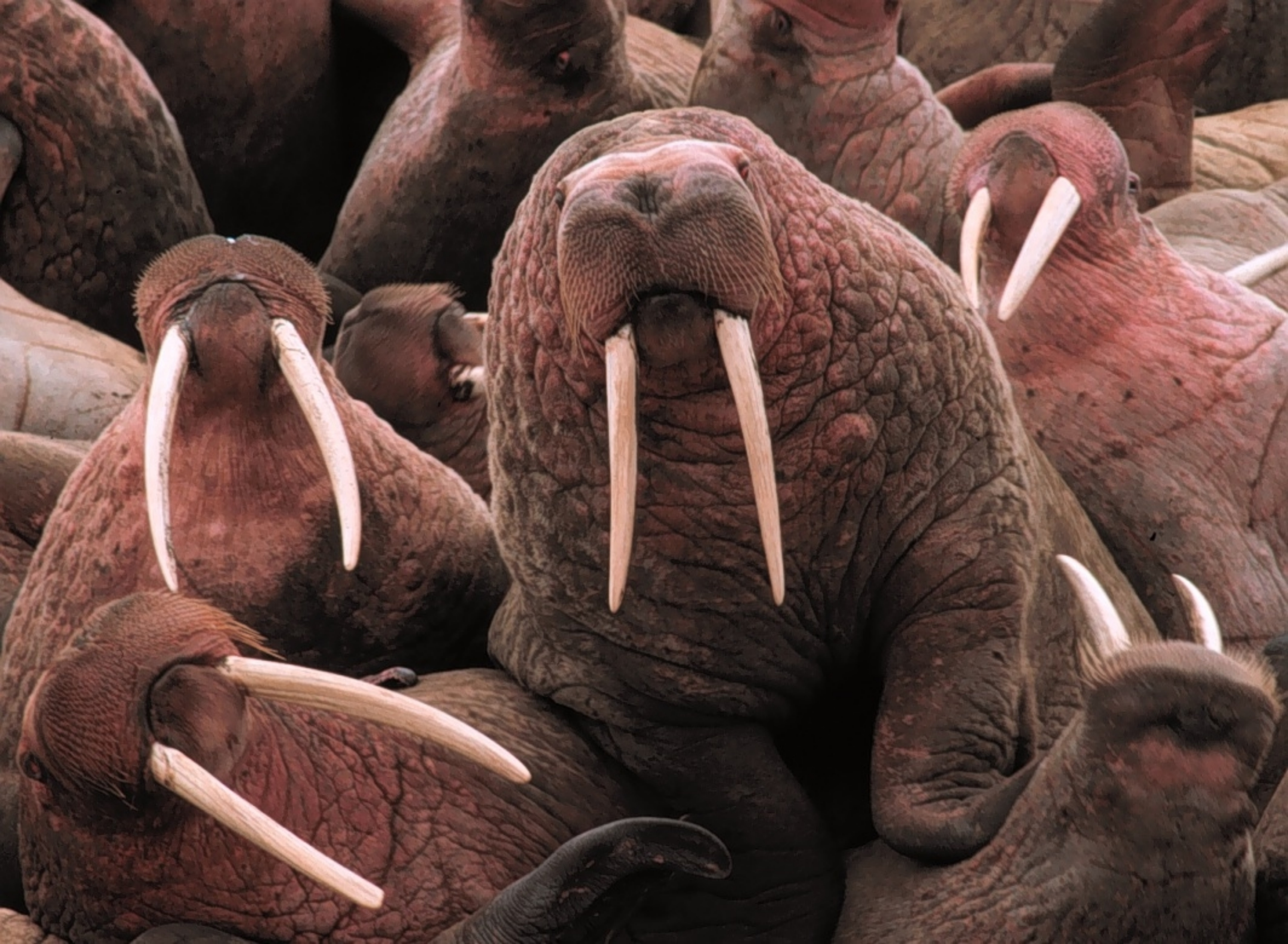
Giovani maschi di tricheco del Pacifico a Capo Pierce, in Alaska. Da notare la curvatura e l'orientamento delle zanne e le zone di pelle callosa tipiche dei maschi.

## Descrizione

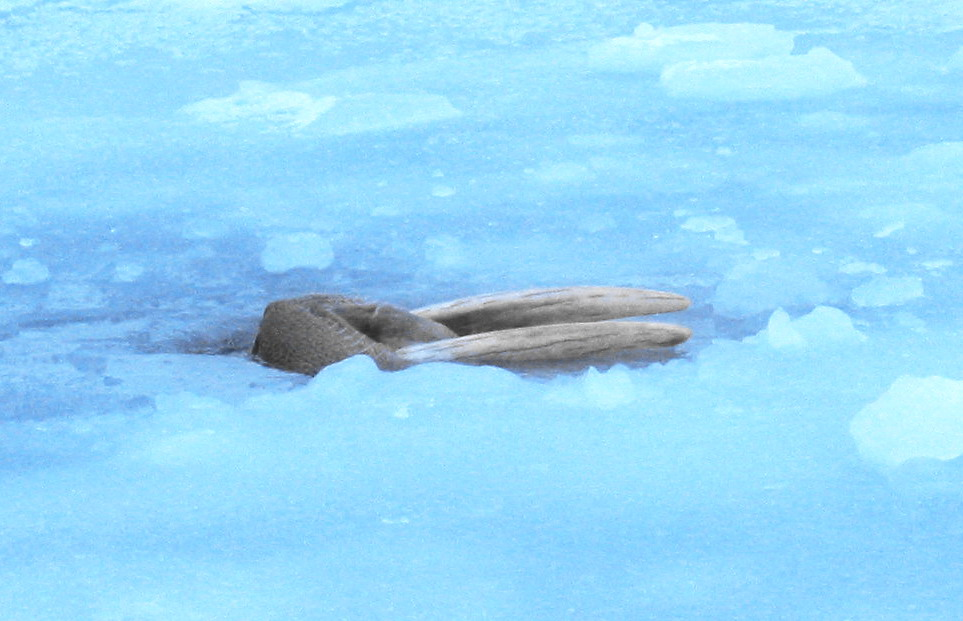
Un tricheco usa le zanne per aggrapparsi a un buco nel ghiaccio e respirare, nei pressi dell'isola di San Lorenzo (mare di Bering).

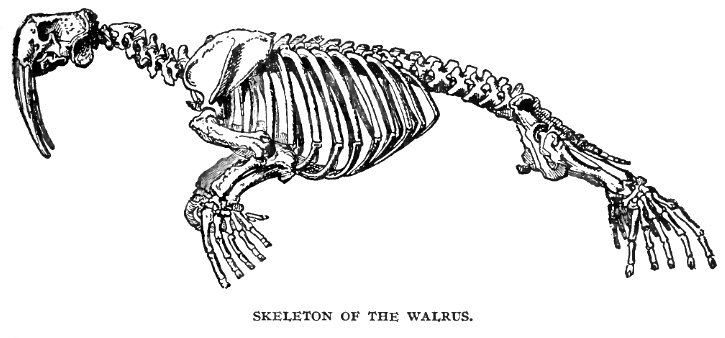
Scheletro.

Sebbene alcuni maschi particolarmente grandi di tricheco del Pacifico possano pesare fino a 2000 kg, la maggior parte degli esemplari pesa tra gli 800 e i 1680 kg. I trichechi dell'Atlantico pesano circa il 10-20% in meno di quelli del Pacifico. I primi tendono inoltre ad avere zanne relativamente più corte e muso più schiacciato. Le femmine pesano circa due terzi dei maschi: quelle di O. r. rosmarus pesano circa 560 kg, sebbene talvolta non superino i 400 kg, mentre quelle di O. r. divergens pesano circa 794 kg. La lunghezza varia dai 2,2 ai 3,6 m. Il tricheco è il secondo pinnipede più grande del mondo, dopo le due specie di elefante marino.
Il tricheco presenta caratteristiche in comune sia con i leoni marini (Otaridi) che con le foche (Focidi). Come gli Otaridi, è in grado di rivolgere in avanti le pinne posteriori e di camminare su tutte e quattro le zampe; tuttavia, in acqua si sposta nuotando con una tecnica simile a quella dei Focidi, utilizzando poco le zampe e spostandosi con movimenti sinuosi di tutto il corpo. Sempre come questi ultimi, è privo di orecchie esterne.

### Zanne e dentatura

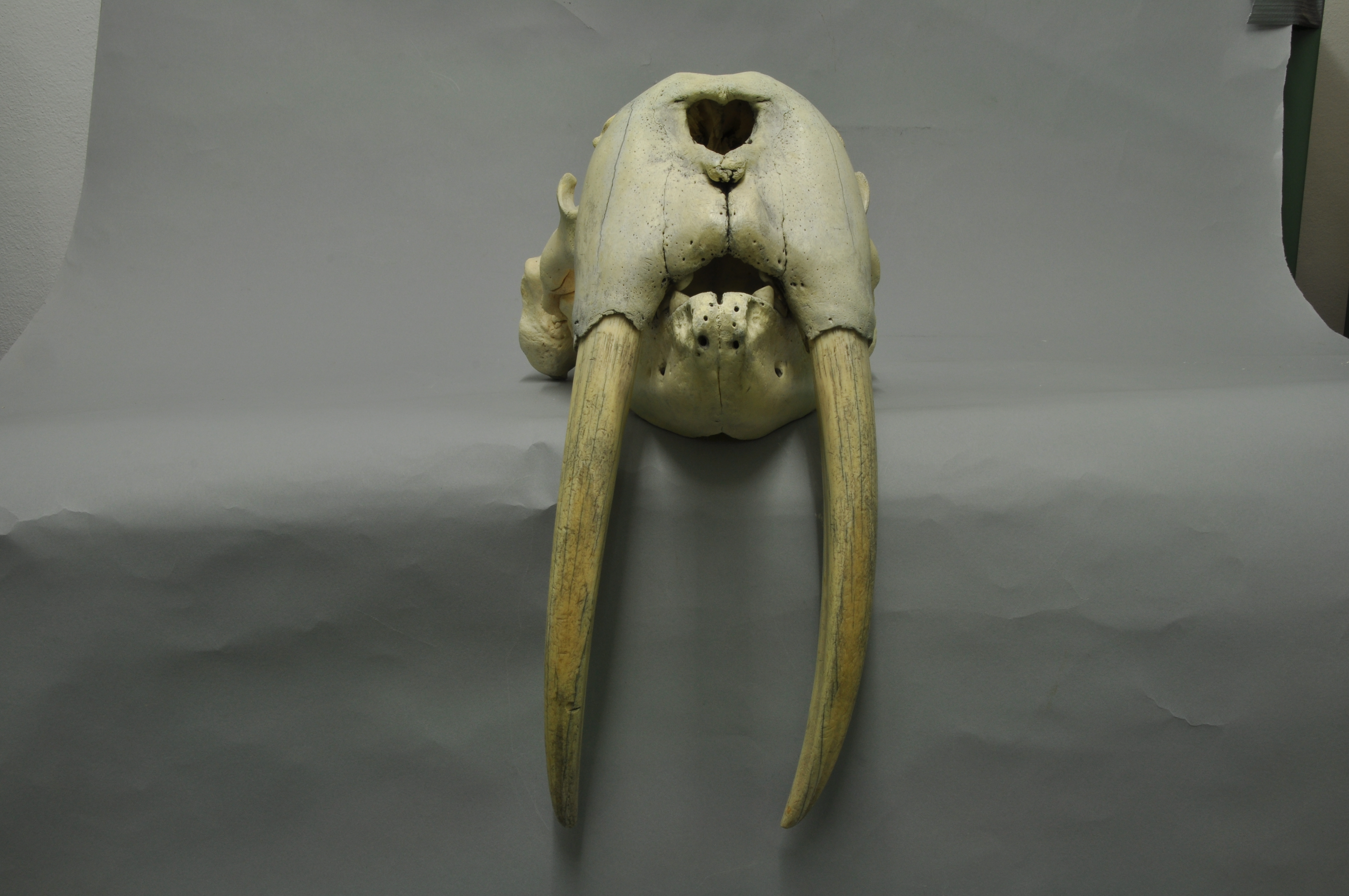
Cranio con zanne

La caratteristica principale del tricheco sono le lunghe zanne d'avorio. Esse sono canini molto allungati, presenti in ambo i sessi, che possono raggiungere un metro di lunghezza e 5,4 kg di peso. Nei maschi sono un po' più lunghe e larghe, dal momento che vengono impiegate per combattere e nelle dimostrazioni di forza e aggressività: i gruppi sociali, infatti, sono dominati per lo più dai maschi più robusti, dotati di zanne più grandi. Le zanne vengono usate anche per creare e allargare cavità nel ghiaccio e sono di aiuto all'animale quando esso esce fuori dall'acqua arrampicandosi sul ghiaccio. In passato si riteneva che esse venissero usate per dissotterrare le prede dal fondo marino, ma le analisi delle abrasioni indicano che esse vengono semplicemente trascinate sul fondo, mentre è il margine anteriore del muso che viene utilizzato per scavare. Sebbene la dentatura dei trichechi vari parecchio, essi possiedono solamente pochi denti, a parte le zanne. Il numero massimo dei denti è 38, con formula dentaria I 3/3, C 1/1, P 4/3 e M 2/2, ma più della metà di essi è rudimentale ed è presente in meno della metà degli esemplari, tanto che la dentatura tipica dell'animale comprende solo 18 denti (I 1/0, C 1/1, P 3/3 e M 0/0).

### Vibrisse
Le zanne sono circondate da un fitto tappeto di setole rigide («vibrisse mistaciali»), le quali conferiscono al tricheco il caratteristico aspetto «baffuto». Esse, in numero di 400-700, sono disposte su 13-15 file e possono raggiungere i 30 cm di lunghezza, sebbene in natura siano spesso un po' più corte a causa del costante impiego nella nutrizione. Le vibrisse sono impiantate nel muscolo e sono dotate ciascuna di un piccolo vaso sanguigno e di un nervo, i quali ne fanno un organo estremamente sensibile, in grado di identificare anche oggetti spessi 3 mm e larghi 2.

### Pelle
A parte le vibrisse, il tricheco è ricoperto solamente da pochi peli sparsi e appare quasi completamente glabro. La pelle è estremamente rugosa e spessa, fino a 10 cm intorno al collo e alle spalle dei maschi. Lo strato di blubber sottostante può essere spesso anche 15 cm. Gli esemplari giovani sono di colore marrone scuro, ma con l'età assumono una colorazione più chiara, color cannella. I vecchi maschi, in particolare, sono quasi rosa. Poiché nell'acqua gelida i vasi sanguigni si costringono, il tricheco appare quasi bianco mentre nuota. Come carattere sessuale secondario, i maschi sviluppano anche grossi noduli, detti «borchie», in particolare attorno al collo e alle spalle.
Il tricheco possiede una sacca piena d'aria sotto la gola, la quale funziona come una bolla di galleggiamento e consente all'animale di stare a galla verticalmente in modo da poter così dormire anche in mare aperto. I maschi possiedono un baculum (osso penico) molto sviluppato, che può raggiungere i 63 cm di lunghezza: esso è il più grande tra quelli di ogni altro animale, sia per dimensioni che in rapporto al resto del corpo.

## Distribuzione e habitat
La maggior parte dei trichechi del Pacifico trascorre l'estate a nord dello stretto di Bering, nel mare dei Ciukci (lungo le coste settentrionali della Siberia orientale), attorno all'isola di Wrangel, nel mare di Beaufort (lungo le coste settentrionali dell'Alaska) e nelle acque comprese tra queste località. Un numero inferiore di maschi passa l'estate nel golfo dell'Anadyr', sulle coste meridionali della Penisola dei Ciukci, e nella baia di Bristol, lungo le coste meridionali dell'Alaska, a ovest della penisola di Alaska. In primavera e autunno essi si radunano nelle acque dello stretto di Bering, giungendo sia dalle coste occidentali dell'Alaska che dal golfo dell'Anadyr'. Svernano nel mare di Bering, lungo le coste orientali della Siberia a sud della parte settentrionale della Kamčatka e lungo le coste meridionali dell'Alaska. Un esemplare fossile risalente a 28.000 anni fa è stato rinvenuto sul fondale della baia di San Francisco, il che indica che durante l'ultimo periodo glaciale questa specie si spingesse anche molto più a sud di oggi.
I ben più rari trichechi dell'Atlantico sono diffusi nell'Artico canadese, in Groenlandia, nelle Svalbard e nella parte occidentale dell'Artico russo. Sulla base della distribuzione geografica e degli spostamenti effettuati, essi sono stati suddivisi in otto sottopopolazioni, cinque a ovest della Groenlandia e tre a est. In passato il tricheco dell'Atlantico si spingeva fino a Capo Cod e si radunava in gran numero nel golfo di San Lorenzo. Nell'aprile del 2006, la Legislazione Canadese per le Specie a Rischio ha dichiarato la popolazione di trichechi dell'Atlantico nord-occidentale (Québec, Nuovo Brunswick, Nuova Scozia, Terranova e Labrador) come scomparsa dal Canada.
La sottospecie di Laptev è confinata tutto l'anno nelle regioni centrali e occidentali del mare di Laptev, in quelle più orientali del mare di Kara e in quelle più occidentali del mare della Siberia orientale. La popolazione attuale è stimata sui 5 000-10 000 esemplari.
Le scarse capacità subacquee del tricheco costringono quest'animale a dipendere da acque poco profonde (e da un'appropriata copertura di ghiaccio vicina) per raggiungere le prede bentoniche preferite.

### Popolazione
Secondo i censimenti più recenti (1990), si stima che oggi vi siano circa 200 000 esemplari di tricheco del Pacifico.
Il tricheco dell'Atlantico è stato quasi portato all'estinzione dallo sfruttamento commerciale su larga scala e di conseguenza è molto meno numeroso. Stime precise sono difficili da ottenere, ma si ritiene che la popolazione totale sia probabilmente inferiore ai 20.000 capi.

## Biologia

### Alimentazione

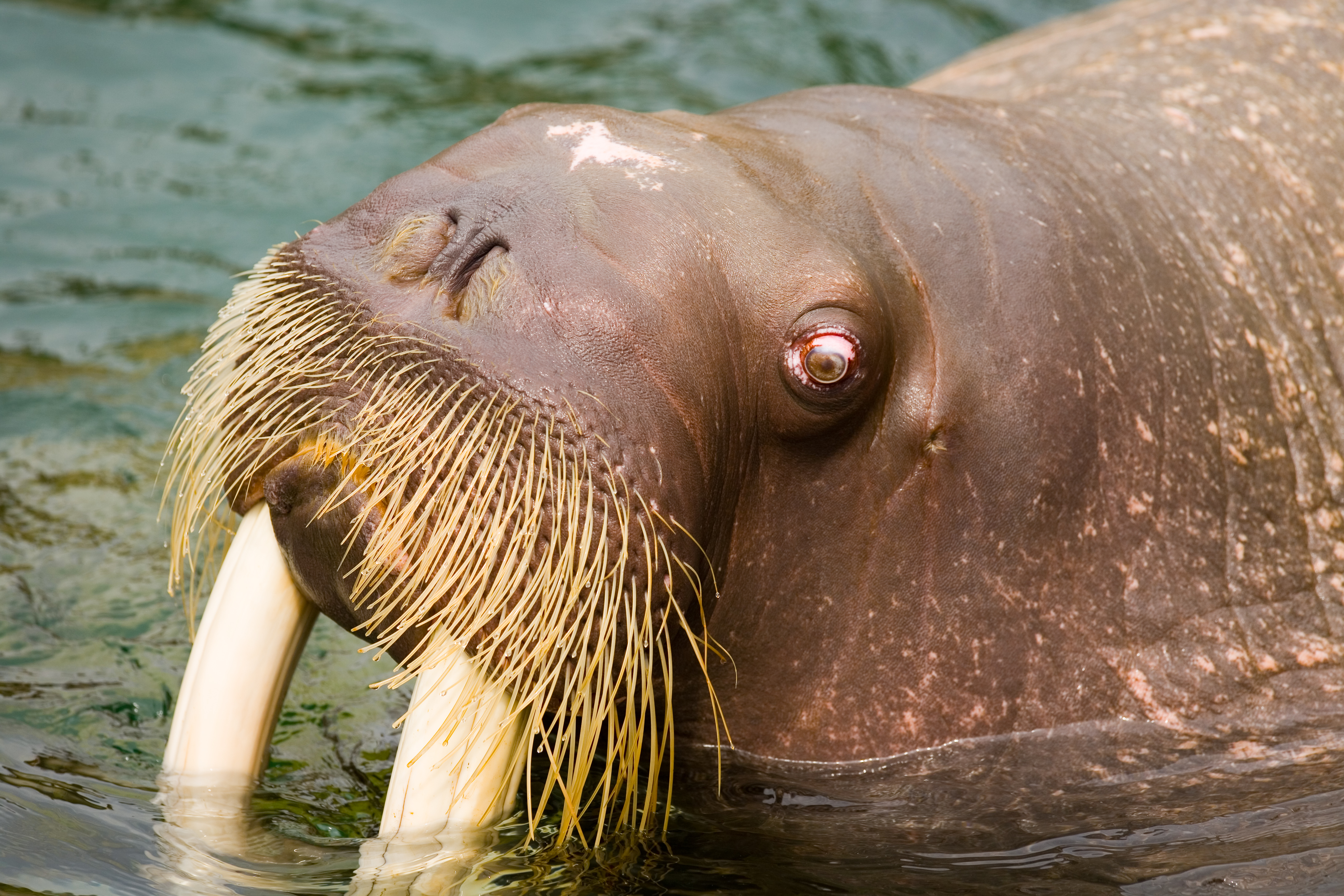
Le vibrisse di un esemplare in cattività (Giappone).

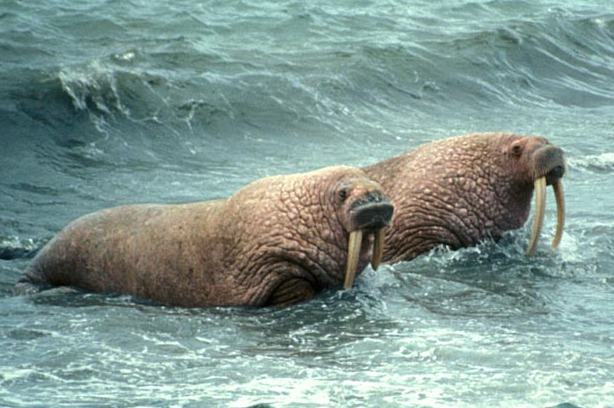
Trichechi che abbandonano l'acqua.

I trichechi prediligono le zone di piattaforma continentale ove le acque sono meno profonde e si nutrono prevalentemente sul fondale, spesso nei pressi di piattaforme di ghiaccio galleggiante. Rispetto ad altri pinnipedi, non si spingono mai a grandi profondità: in base ai dati finora raccolti, è stato dimostrato che essi si immergono al massimo fino a 80 m. Sono in grado, tuttavia, di rimanere sommersi anche per mezz'ora.
Il tricheco è un predatore opportunista con una dieta molto varia: si nutre di più di 60 generi di organismi marini, come gamberetti, granchi, policheti, coralli molli, tunicati, oloturie, vari molluschi e perfino parti di altri pinnipedi. Tuttavia, predilige molluschi bivalvi bentonici, in special modo le vongole, delle quali va in cerca nuotando presso il fondale, localizzandole con le sensibili vibrisse e liberandole dal fango dalle quali sono ricoperte con getti d'acqua e rapidi movimenti delle pinne. L'animale, in seguito, aderisce all'involucro con le potenti labbra e, una volta inserita la lingua attraverso l'apertura, la spinge avanti e indietro a mo' di pistone, creando un vuoto d'aria, in modo tale da riuscire a tirare fuori l'organismo. Il palato dell'animale, infatti, ha una struttura unica, che gli consente un'efficace opera di aspirazione.
Tranne che per il gran numero di organismi consumati, le abitudini alimentari del tricheco hanno un impatto positivo sulle comunità bentiche. Esso, dragando sul fondo, smuove infatti il substrato (fenomeno noto come bioturbazione), rilasciando così nutrienti nella colonna d'acqua, spingendo molti organismi a spostarsi e incrementando la discontinuità del benthos.
Tessuti di foca sono stati ritrovati in gran parte degli stomaci di trichechi del Pacifico esaminati, ma l'importanza della carne di foca nella dieta di questi animali è ancora sotto discussione. Vi sono stati anche casi isolati di trichechi che sono riusciti a catturare foche delle dimensioni di una foca barbata di 200 kg. In alcuni casi rarissimi essi catturano anche uccelli marini, in particolare urie di Brünnich (Uria lomvia).

### Predatori
Grazie alle grandi dimensioni e alle zanne, il tricheco ha solo due nemici naturali: l'orca e l'orso polare. Non costituisce, tuttavia, una preda frequente per nessuno dei due. Entrambi, infatti, abbattono soprattutto gli esemplari più piccoli. L'orso polare caccia spesso i trichechi correndo verso una colonia e catturando gli esemplari che rimangono schiacciati o feriti nel fuggi-fuggi generale, generalmente esemplari giovani o malati. In inverno questo predatore riesce anche ad abbattere esemplari isolati che non riescono a sfuggire a una carica a causa dei buchi nel ghiaccio divenuti inaccessibili. Tuttavia, perfino se ferito, un tricheco è un avversario temibile per l'orso polare, e gli attacchi diretti sono piuttosto rari. Gli scontri tra questi due animali sono spesso lunghi ed estenuanti e molti orsi sono costretti a rinunciare perfino dopo essere riusciti a ferire il pinnipede. Le orche attaccano regolarmente i trichechi, sebbene questi ultimi siano in grado di difendersi con successo, contrattaccando i più grossi cetacei.

### Riproduzione

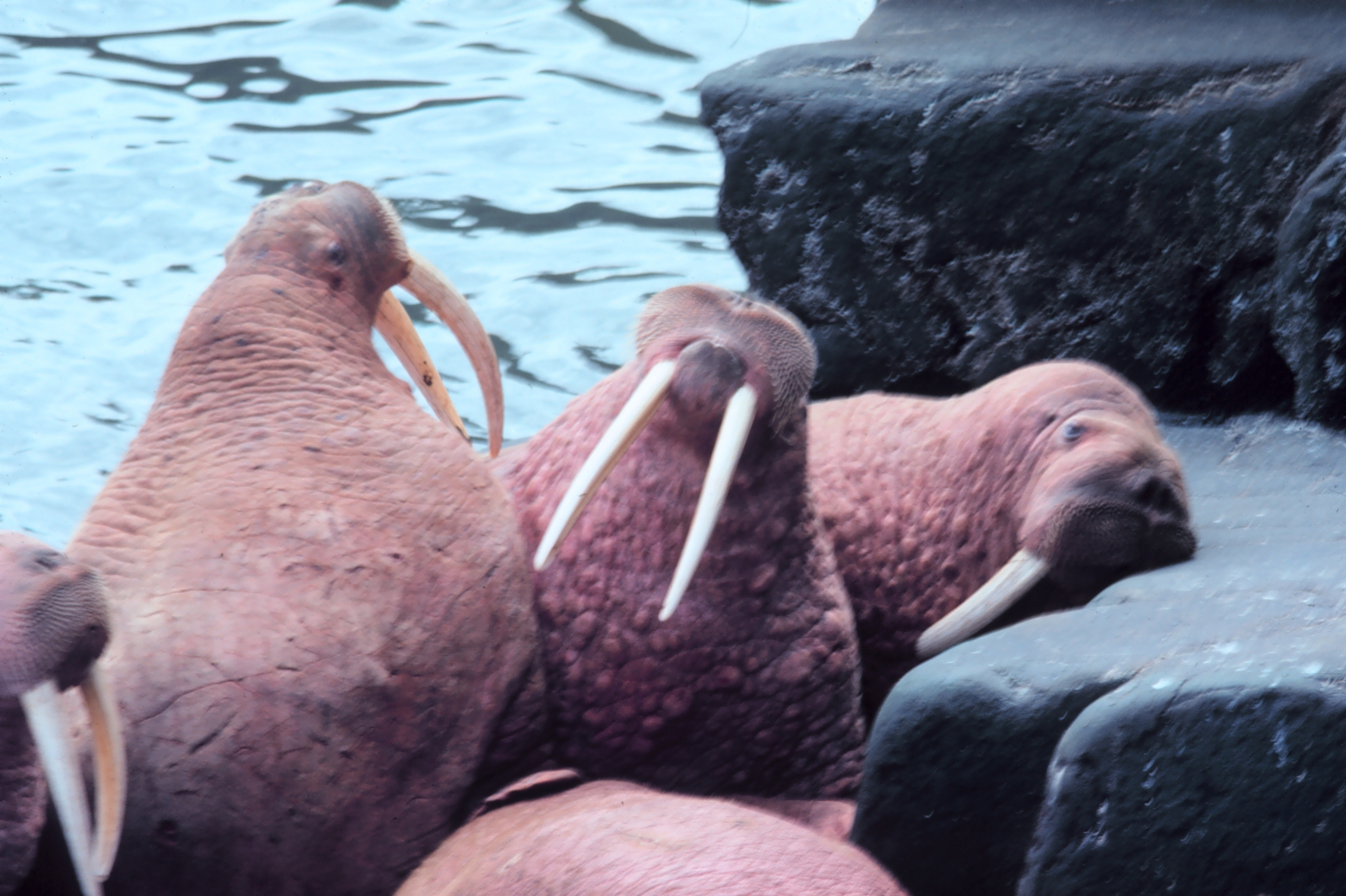
Combattimento tra trichechi.

In natura i trichechi vivono circa 20-30 anni. I maschi raggiungono la maturità sessuale non prima dei 7 anni, ma generalmente non si accoppiano fino a quando non sono pienamente sviluppati, verso i 15 anni. Essi vanno in calore da gennaio ad aprile, riducendo drasticamente l'assunzione di cibo. Le femmine iniziano a ovulare verso i 4-6 anni. Esse sono poliestrali: vanno in calore due volte all'anno, una alla fine dell'estate e l'altra intorno a febbraio, ma dato che i maschi sono fertili solo a febbraio, la potenziale fertilità dell'altro periodo è sconosciuta. Gli accoppiamenti avvengono tra gennaio e marzo, con un picco in febbraio. I maschi radunano nelle acque davanti alla banchisa gruppi di femmine in estro e ingaggiano manifestazioni vocali di forza. Le femmine si avvicinano ai maschi e si accoppiano nell'acqua.
La gestazione dura 15-16 mesi. Durante i primi 3-4 mesi, però, la blastula sospende lo sviluppo prima di impiantarsi nella placenta. Questa strategia di impianto ritardato, comune tra i pinnipedi, si è evoluta presumibilmente per ottimizzare sia la stagione degli accoppiamenti che quella delle nascite, determinate da condizioni ecologiche che favoriscono la sopravvivenza dei neonati. I piccoli nascono durante la migrazione primaverile, tra aprile e giugno. Alla nascita pesano 45–75 kg e sono già in grado di nuotare. Essi vengono allattati dalle madri per più di un anno, fino allo svezzamento, ma rimangono in loro compagnia fino all'età di 3-5 anni. Poiché l'ovulazione è soppressa fintanto che allattano, le femmine partoriscono al massimo una volta ogni due anni: questa caratteristica fa del tricheco il pinnipede con il più basso tasso riproduttivo.

### Migrazione
Nel resto dell'anno (tarda estate e autunno), i trichechi tendono a formare vaste aggregazioni di decine di migliaia di esemplari su spiagge o affioramenti rocciosi. La migrazione tra queste colonie e la banchisa può essere anche molto lunga e difficile. Nella tarda primavera e in estate, ad esempio, alcune centinaia di migliaia di trichechi del Pacifico migrano dal mare di Bering a quello dei Chukchi attraverso il relativamente angusto stretto di Bering.

## Rapporti con l'uomo

### Conservazione

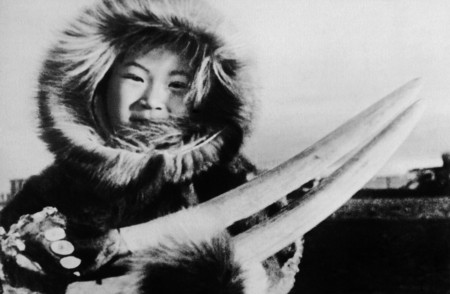
Donna yupik siberiana con zanne di tricheco.

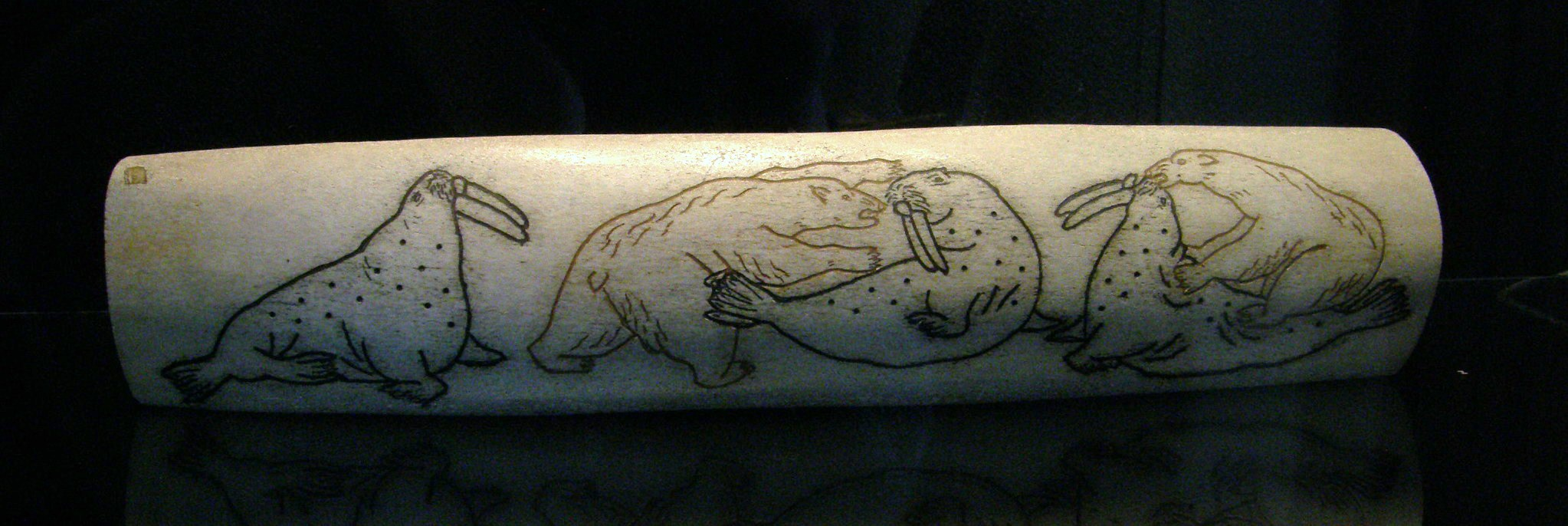
Zanna intagliata da artigiani chukchi con scena raffigurante orsi polari che attaccano trichechi (Museo Regionale di Magadan).

Nel XVIII e XIX secolo i trichechi vennero cacciati intensamente da cacciatori di foche e balenieri americani ed europei, che portarono quasi alla scomparsa della popolazione dell'Atlantico. Oggi la caccia al tricheco è vietata in tutto l'areale, sebbene Chukchi, Yupik e Inuit continuino a uccidere qualche esemplare verso la fine dell'estate.
I cacciatori indigeni utilizzavano ogni parte del tricheco. La carne, che veniva spesso conservata, costituiva un'importante fonte di cibo durante i mesi invernali; le pinne, fatte fermentare, erano considerate una prelibatezza e venivano mangiate in primavera; con le zanne e le ossa venivano fabbricati utensili e oggetti di artigianato; l'olio veniva impiegato per riscaldare e illuminare; con lo spesso cuoio venivano fatte corde e coperture per abitazioni e imbarcazioni; con gli intestini e le pareti del tubo digerente venivano confezionati parka impermeabili. Sebbene alcuni di questi utilizzi siano divenuti ormai inutili in seguito all'introduzione di tecnologie moderne, la carne continua a costituire una parte importante della dieta dei locali e l'intaglio e l'incisione delle zanne sono forme d'arte ancora praticate dagli artigiani.
La caccia al tricheco è regolata dai ministeri delle risorse di Russia, Stati Uniti, Canada e Danimarca e dai rappresentanti delle comunità di cacciatori. Ogni anno 4-7 000 esemplari di trichechi del Pacifico vengono abbattuti in Alaska e Russia, tra i quali numerosi capi (circa il 42%) colpiti ma riusciti a fuggire. In Groenlandia vengono abbattute ogni anno alcune centinaia di esemplari. La sostenibilità di questi livelli di caccia è difficile da determinare, data l'incertezza delle stime di popolazione e dei parametri come la fecondità e la mortalità.
Un altro fattore di rischio sono gli effetti del cambiamento climatico globale. In alcuni anni recenti l'estensione e lo spessore della banchisa hanno raggiunto livelli insolitamente bassi. I trichechi sostano su questo strato di ghiaccio galleggiante per partorire e per raggrupparsi durante il periodo riproduttivo. L'assottigliamento della banchisa nel mare di Bering ha ridotto la disponibilità delle aree di sosta nei pressi dei territori di foraggiamento migliori. Questo fa sì che le femmine che allattano rimangano separate per un periodo di tempo maggiore dai piccoli, provocando un aumento dello stress nutrizionale nei giovani e una diminuzione del tasso riproduttivo. La riduzione dei ghiacci nelle regioni costiere è implicata anche nell'aumento dei decessi da affollamento sulle coste del mare dei Chukchi tra Russia orientale e Alaska occidentale. Tuttavia, i dati climatici finora raccolti sono ancora insufficienti per fare previsioni sull'andamento delle popolazioni.
Due delle tre sottospecie di tricheco sono classificate dalla IUCN tra le specie a rischio minimo, mentre la terza viene inserita tra quelle con status indeterminato. Il tricheco del Pacifico non compare tra le specie in pericolo né ai termini della Legge per la Protezione dei Mammiferi Marini né a quelli della Legge sulle Specie Minacciate. Le popolazioni russe di trichechi dell'Atlantico e del mare di Laptev sono classificate rispettivamente nella Categoria 2 (specie in diminuzione) e 3 (specie rara) del Libro Rosso delle specie russe. Il commercio dell'avorio di tricheco è regolamentato dall'Appendice 3 della CITES.

### Cultura

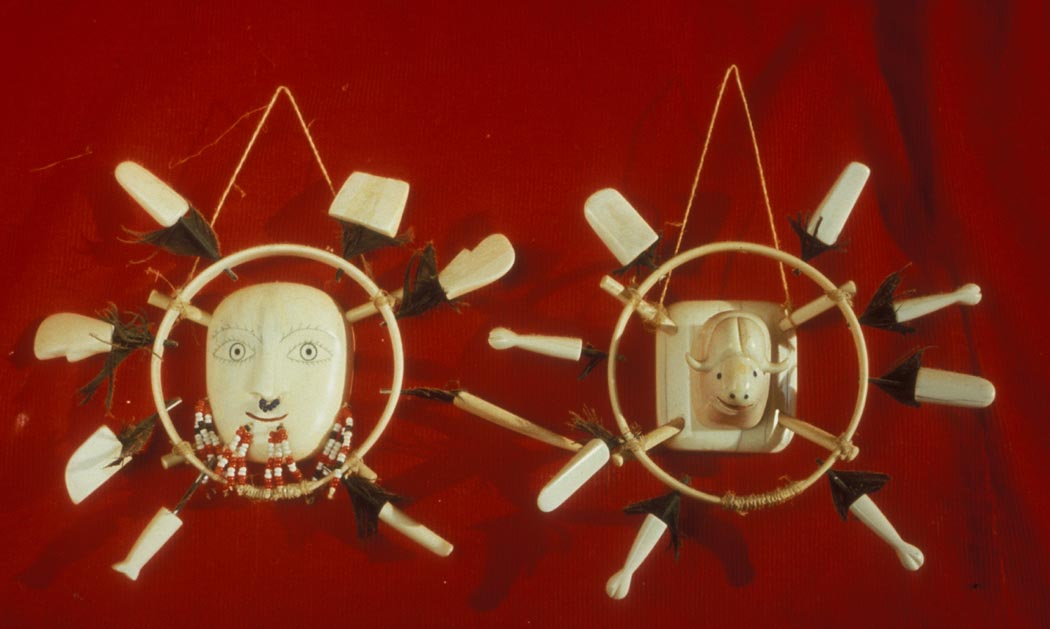
Maschere in avorio di tricheco di fabbricazione yupik (Alaska).

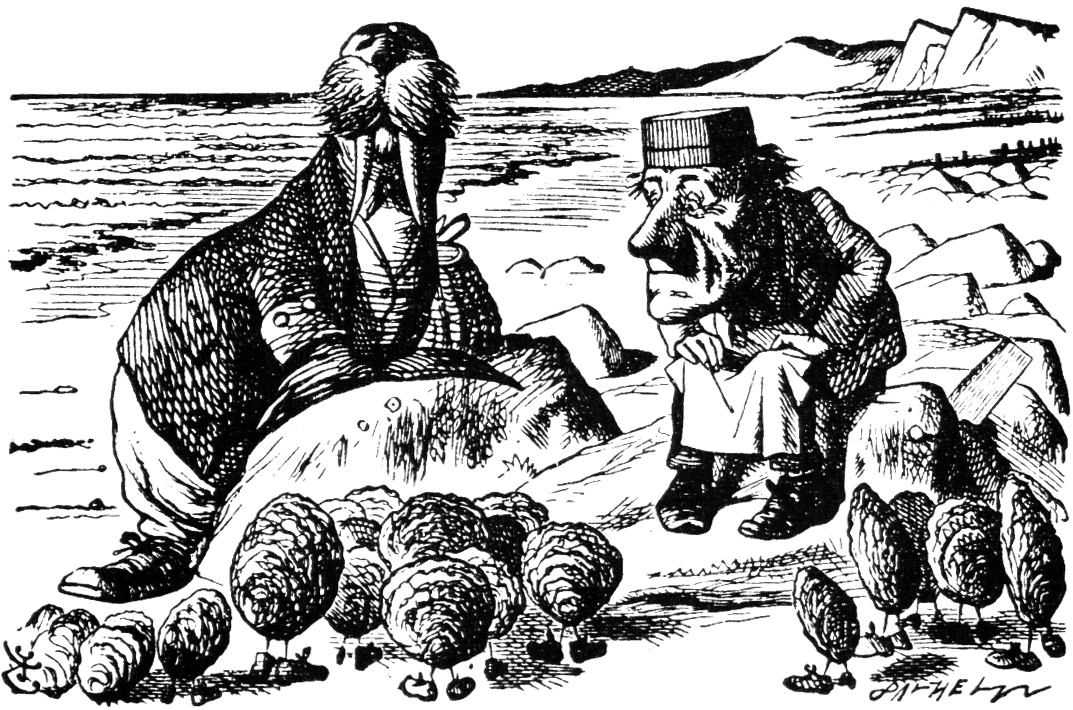
Illustrazione di John Tenniel per la poesia Il Tricheco e il Carpentiere di Lewis Carroll.

Il tricheco gioca un ruolo importante nella religione e nel folklore di molti popoli artici. La pelle e le ossa vengono impiegate in alcune cerimonie e l'animale compare frequentemente nelle leggende. Ad esempio, in una versione ciukci del largamente diffuso mito del Corvo, nel quale il Corvo recupera il sole e la luna da uno spirito maligno seducendone la figlia, il padre adirato scaglia la figlia da un'alta scogliera e questa, una volta precipitata in acqua, ne riemerge come un tricheco - probabilmente il tricheco originale. Secondo varie leggende, le zanne erano formate dalle strisce di muco della fanciulla in lacrime o dalle sue lunghe trecce. Questo mito è probabilmente correlato al mito chukchi del vecchio tricheco dalla testa di donna che domina il fondo del mare, che a sua volta è in stretta relazione con la dea inuit Sedna. Sia in Čukotka che in Alaska, si crede che l'aurora boreale sia un mondo particolare abitato dagli uomini uccisi con violenza, i cui raggi cangianti rappresentano le anime decedute che giocano a palla con la testa di un tricheco.
A causa dell'aspetto caratteristico, della grande mole e dei baffi e delle zanne immediatamente riconoscibili, il tricheco compare anche nella cultura popolare di popoli che non hanno diretta esperienza con l'animale, in particolare nella letteratura per bambini inglese. Forse il più noto di essi è quello che compare nella bizzarra poesia Il Tricheco e il Carpentiere di Lewis Carroll, che comparve per la prima volta, nel 1871, nel libro Attraverso lo Specchio. Nella poesia, l'antieroe eponimo usa l'inganno per mangiarsi un gran numero di ostriche. Sebbene Carroll ritragga con accuratezza l'appetito biologico del tricheco per i molluschi bivalvi, le ostriche, diffuse prevalentemente in ambienti litorali e intertidali, costituiscono in realtà solo una parte insignificante della dieta dell'animale, perfino in cattività.
Un'altra apparizione del tricheco nella letteratura è nel racconto La Foca Bianca nel Libro della Giungla di Rudyard Kipling, ove compare il «vecchio Sea Vitch, l'enorme tricheco, gonfio e pustoloso, dal collo grosso e dalle lunghe zanne, il tricheco del Pacifico settentrionale, che dormiva con le pinne posteriori a contatto con la schiuma».
Il tricheco viene citato anche nelle canzoni dei Beatles I Am the Walrus, Glass Onion e Come Together.